# 청산항
청산항은 충청남도 태안군 원북면 청산리에 있는 어항이다. 청산리나루터 라고도 한다. 2004년 4월 28일 어촌정주어항으로 지정하여 관리하고 있다. 관리청은 태안군, 시설관리자는 태안군수이다.

## 연혁
최초 운항 시기는 알 수 없으나 인천~구도간 정기 여객선이 운항됨으로 내리부도와 청산리에 기항하여 태안군 주민들의 경인지방 내왕에 편의를 제공하였다. 농산물과 잡화, 여객, 우편물 운송으로 1927년대에 월 6회 운항하였으나, 1930년대에는 운항횟수가 1일1회이고 항로 기항포구는 구도 - 청산 - 고파도 - 내리 - 오지 - 풍도 - 여흥 - 인천이며 운항거리가 해로 320리 128km에 불과하며 그리 멀지 않아 많은 주민들이 잉용하였으며 연고지가 자연스럽게 인천지방으로 형성되었으며, 자동차 산업과 도로교통이 발전함에 따라 육로이용이 편리해져 화물의 물동량이 급속히 떨어지고 여객도 줄어 1978년에 운항이 중단되었고 폐쇄된 후 현재에 이르고 있으며 지금은 농어촌 정주 어항이다.

## 어항 구역
청산항의 어항구역은 다음과 같다.
- 수역: 본 선착장 기점 북서측 60m 지점에서 SS방향으로 140m 이동하고 SE방향으로 110m 이동하고 NW방향으로 180m 이동하고 직각인 NW방향으로 130m 이동하여 해안선과 접속한 지점 선내의 구역(25,000m2)[2]
- 육역: 4,825m2

## 개발 계획
2008년 12월 10일 고시된 본 항의 개발계획은 다음과 같다.
- 호안 43m, 물양장 85m, 부지면적 6,520m2

## 주요 어종
- 우럭, 노래미, 농어, 실치, 까나리